# Szásznyíres

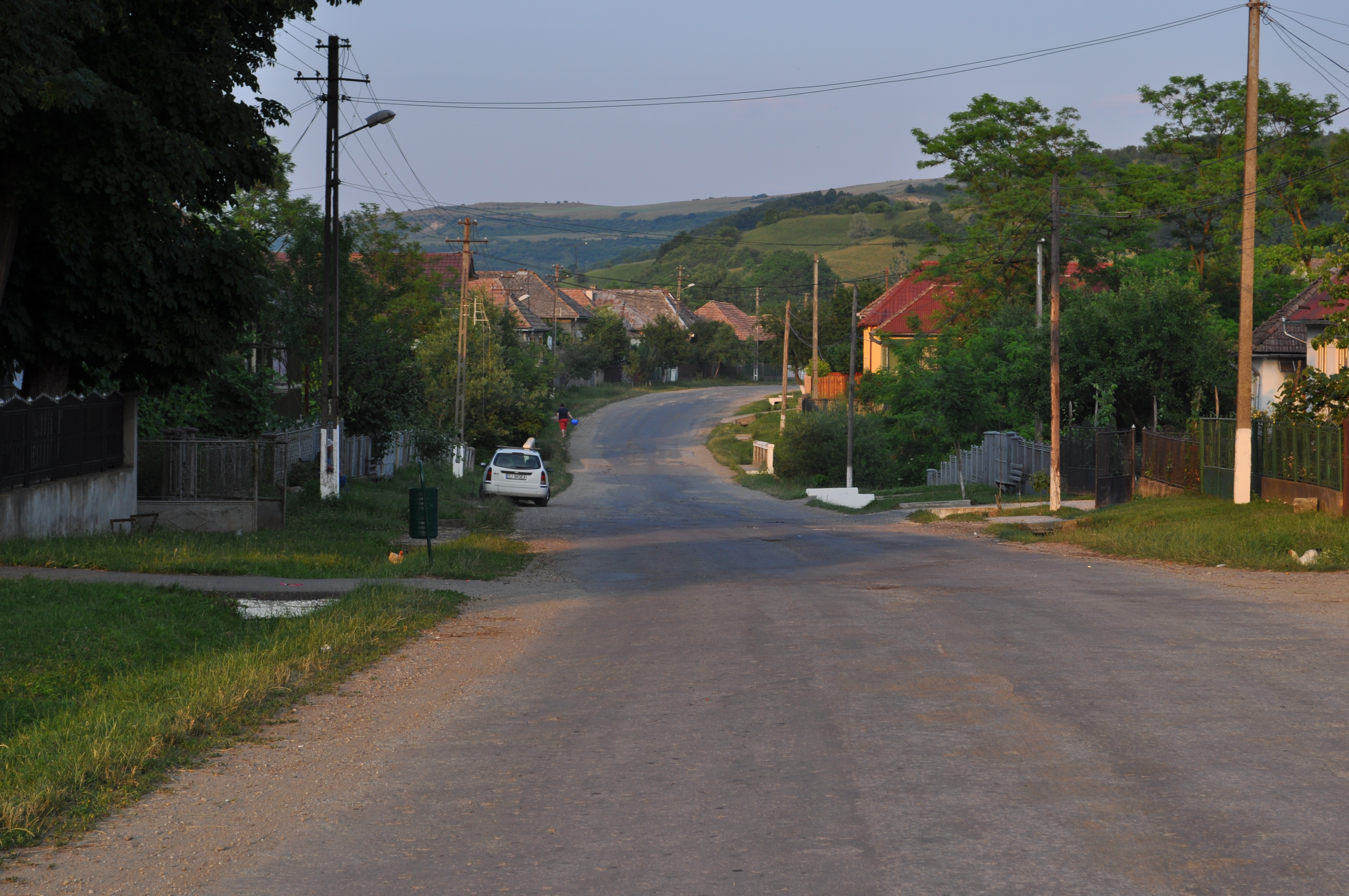

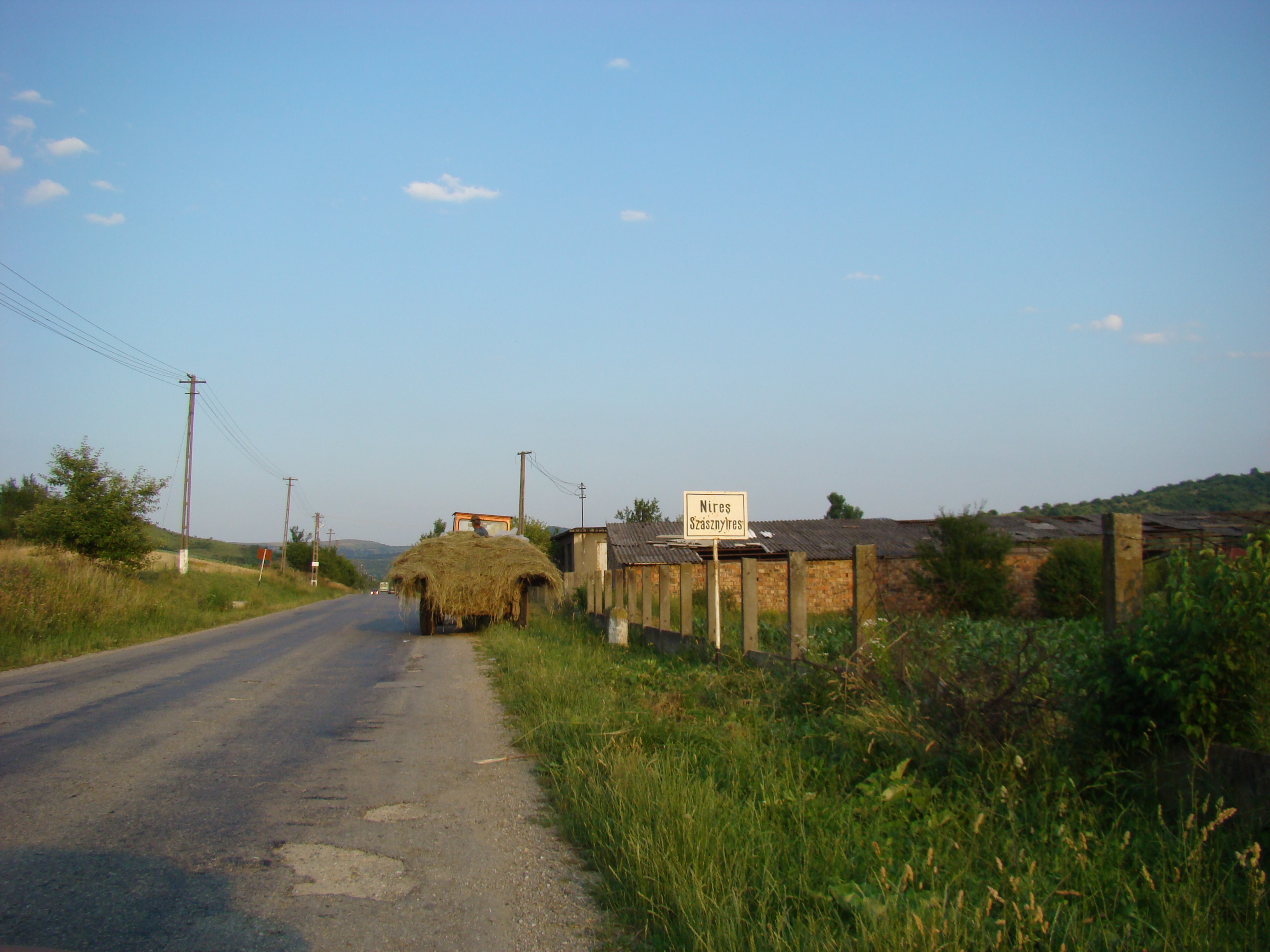

Szásznyíres, 1911–18-ban és 1940–44-ben Nyíres (románul: Nireș, népiesen Mniriș) falu Romániában, Erdélyben, Kolozs megyében.

## Földrajz
A Mezőség északnyugati csücskében, Déstől tíz kilométerre délkeletre, a Bándó-patak (Sós-patak) völgyében fekszik. Szabó T. Attila szerint a falu legrégebbi, református templom körüli részének utca- és telekszerkezete a szász örökségre vall.

## Nevének eredete
Szabó T. Attila szerint neve nem nyírfákra utal, hanem a nyíres szó ómagyar 'mocsár' jelentéséből való. Először 1330-ban említették Nyres alakban, szász telepesekre utaló előtagja pedig 1456-ban bukkant fel (Zaznyires).

## Népesség

### A népességszám változása
1713-ban 32 jobbágy, nyolc zsellér és hat nemes családfő lakta, ami kb. 250 főnek felel meg. 1785-ben népessége kb. 445 főből állt. 1850 és 57 között növekedett ezer fő fölé, csúcsát pedig 1977-ben érte el, 1491 fővel.

### Etnikai és vallási megoszlás
A 2002-es népszámláláson 624 lakosa vallotta magát magyar, 540 román és 11 cigány nemzetiségűnek; 563 tartozott a református, 524 az ortodox és 49 az adventista felekezethez.
1760–62-ben 385 román lakosát írták össze, kik közül 250 volt görögkatolikus és 135 ortodox vallású. Református egyháza 1766-ban 119 férfit és 115 asszonyt számlált. 1785-ben nagyjából 36 magyar, 27 román és két cigány jobbágy-, hat magyar és 18 román zsellércsalád lakta. Népességének enyhe többségét ekkor valószínűleg románok alkották, azonban a 19. század második harmadában a magyarok kerültek többségbe – Szabó T. Attila szerint a románok nagyobb arányú elvándorlása (szökése, ill. telepítése) és a magyarok nagyobb népszaporulata miatt. 1910-ben 836 fő volt magyar, 461 román és 45 cigány anyanyelvű; 740 református, 548 görögkatolikus, 28 zsidó és 26 római katolikus vallású.

## Története
Határában Kádár József szerint a rómaiak sót bányásztak, sőt a művelés az Árpád-korban is folyt, amit Szabó T. Attila valószínűtlennek tart. Egykori szász lakóira vonatkozóan alig maradt fönn forrás. 1330 körüli határjárásakor összeírt határnevei mind magyarok voltak. Szabó T. Attila rekonstrukciója szerint a középkor végén és az újkor elején a református templom körüli, központi falurészt lakhatták szászok, míg a keleti falurész lakossága a 16. század végén is magyar lehetett. (1599-ben már kimutathatóak a faluban a ma is itt élő Kovács család ősei.) 1553-ig a bálványosi, majd a szamosújvári uradalomhoz tartozott. Lakói a 16. század végén unitáriusok voltak, majd 1622-re visszatértek a református hitre. A 17. században többször átmenetileg, majd a 18. század legelején végleg a Kornis család szerezte meg. 1706-ban 39 háza közül 28 állt pusztán. Pusztulása és a népesség nagy részének elmenekülése után nem sokkal a Kornisok kezdtek betelepíteni román és magyar parasztokat, akiknek a falu keleti részén álló kúriájuk mellett szakítottak ki belső telkeket. A katolikus Kornis család támogatásával a katolikus egyház 1713-ban megkísérelte, hogy visszaszerezze a templomot, de a református asszonyok és lányok ezt meghiúsították. Kevés katolikus hívője számára 1745-ben kápolna épült. 1758 körül a falu teljesen leégett. 1766 körül keletkezett görögkatolikus egyházközségét a Kornisok támogatták. A 19. század folyamán a patak folyása irányában terjeszkedett, ekkor jött létre a mai falu nyugati fele. Azon vegyes, magyar–román nemzetiségű erdélyi falvak közé tartozott, ahol a román családok nem elkülönülve, hanem a magyarok között szétszóródva éltek. 1876-ban Belső-Szolnok vármegyétől, ahová addig tartozott, az akkor létrehozott Szolnok-Doboka vármegyéhez csatolták.

## Látnivalók
- Református temploma román kori eredetű, a 15. században gótikus stílusban átépítették. Mai deszkamennyezete 1753-ből való, tornya később épült.
- Bálványosváralja felé, a Bándó-patak partján sósziklák.

## Kultúra
A faluban gyűjtött furulyadallamok több válogatáslemezen is megjelentek.

## Híres emberek
- Itt született 1933. november 12-én Szilágyi Zoltán helytörténetíró.